# Ophrys bombyliflora
Ophrys bombyliflora  (лат.) — вид однодольных растений рода Офрис (Ophrys) семейства Орхидные (Orchidaceae).
Это травянистое растение высотой 5-20 см, с яйцевидно-ланцетными листьями, расположенными в розетке. Прицветники широкие и вогнутые. Соцветия группируют 2-5 цветков с зелёными чашелистиками. Лепестки короткие, треугольные, тупые, опушенные, зеленовато-жёлтые, коричневые у основания. Губа трёхдольчатая, коричневая с пушистой вершиной, голая и свинцовая у основания. Цветёт с февраля по май.
Вид распространён в Средиземноморье (Португалия, Гибралтар, Испания, Франция, Италия и Мальта) и на Канарских островах. Растёт на лугах и в кустарниках до высоты 1000 метров над уровнем моря, преимущественно на известковых почвах.